# 肩胛骨は翼のなごり
『肩胛骨は翼のなごり』（けんこうこつはつばさのなごり、原題：Skellig）は、デイヴィッド・アーモンドによる児童文学。1998年のカーネギー賞とウィットブレッド賞を受賞した。日本では山田順子の訳で東京創元社から2000年に出版された（ISBN 4488013996）。

## あらすじ
生まれたばかりの妹が心臓病である10歳の少年マイケルは、引っ越した先の崩れそうなガレージで謎の食べ物「27番と53番」とアスピリンを要求し、虫の屍骸を食べて生きる奇妙な男、スケリグを見つける。隣りに住み、母親から家で教育を受ける新しい友人ミナの助けで、その奇妙な生物を取り壊されるガレージから安全な場所へ移すと、彼に翼が生えていることに気付く。2人はリューマチで体が動かないスケリグを隠れて世話する。そして回復したスケリグにより不思議な体験をする。